# 千葉電視台
千葉電視放送株式會社（日语：／ Chiba Terebi Hōsō ?），通稱千葉電視台、CTC，是日本的一家以千葉縣為播出地區的電視台。千葉電視台總部位於千葉市，另於成田國際機場二號航廈內設有新聞取材據點，並於東京都中央區設有分公司。千葉電視台開播於1971年5月1日，呼號為JOCL-DTV，遙控器號碼是3頻道。千葉電視台是全國獨立放送協議會成員，未加入任何聯播網，但會播放日本五大商業電視網的部分節目。

## 資本構成
下表列出2016年3月31日時千葉電視台的主要股東:304：
| 資本金               | 發行股份總數 | 股東數 |
| -------------------- | ------------ | ------ |
| 17億8,066萬4,000日元 | 3,561,328股  | 57     |

| 股東             | 持股數    | 比例   |
| ---------------- | --------- | ------ |
| 千葉縣政府       | 600,000股 | 16.84% |
| 中日新聞社       | 378,996股 | 10.64% |
| 千葉日報社       | 180,000股 | 05.05% |
| 千葉Toyopet      | 140,626股 | 03.94% |
| 千葉銀行         | 138,000股 | 03.87% |
| bayfm            | 123,000股 | 03.45% |
| 千葉市政府       | 120,000股 | 03.36% |
| 住友商事         | 100,000股 | 02.80% |
| 讀賣新聞東京本社 | 099,998股 | 02.80% |
| 崇光·西武        | 085,332股 | 02.39% |
| 龜甲萬           | 081,356股 | 02.28% |
| 京葉銀行         | 080,000股 | 02.24% |
| 千葉興業銀行     | 070,000股 | 01.96% |
| 京成電鐵         | 060,000股 | 01.68% |

## 歷史

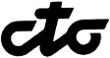
千葉電視台開播時的商標

郵政省在1967年10月開放UHF電波用於無線電視使用後，日本各地出現申請開設UHF電視台的熱潮。時任千葉縣知事友納武人也在1968年10月24日舉辦第一屆千葉縣UHF電視問題懇談會，推進設立以千葉縣為播出區域的UHF電視台:14。同年12月7日，千葉縣的UHF電視台申請業者統合為以時任龜甲萬社長茂木啟三郎為代表的千葉放送株式會社，申請獲得電視執照:14。1969年，千葉放送又統合了千葉縣外的7家申請公司，並改名為千葉電視放送，在同年9月9日舉辦了發起人會:14。1970年1月28日，千葉電視台舉辦創立總會，資本金3億日元，社長由時任龜甲萬社長茂木啟三郎兼任:14-16。同年3月，千葉電視台決定在千葉市都町的縣有地修建總部，在船橋市三山町設置電波發射站:16。當時千葉縣內有約66.7萬台電視機，其中只有約4萬台能接收UHF訊號。為此千葉電視台展開了徵集新台標誌、標語活動，被選中作品的作者可獲得彩電、UHF訊號接收器等獎品，以提高UHF電視機的普及率和自公司的知名度:16。至1971年5月開播時，千葉縣已有31萬台電視可收看UHF訊號:18。1971年2月20日，千葉電視台開始進行試播:19。試播期間，千葉電視台在每日正午12時和晚間19時30分至22時播出節目，晚上的節目以電影為主:21，並轉播羅德獵戶星隊的職棒比賽:19。
1971年5月1日13時50分，千葉電視台正式開始播出:21。開播初期，千葉電視台超過70%的節目是自製節目:23。然而當時除了政府宣傳節目、教育節目和高中棒球轉播之外，千葉電視台大部分節目都處在赤字狀態，導致千葉電視台迅速陷入經營困境:24。1971年8月，勝又豐次郎繼任千葉電視台社長。他在上任後加強千葉電視台的廣告營業活動，令千葉電視台的經營狀況有所改善:24。在開播一周年的1972年5月1日，千葉電視台資本金增資至10億日元:27。翌年千葉電視台工會和資方的矛盾全面激化。由於千葉電視台工會在這一年7月時進行罷工，導致千葉電視台的招牌節目高中棒球轉播的轉播業務被迫全部由管理職員工負責:30-31。
千葉電視台的累積赤字在開播之後持續擴大。1974年，千葉電視台的累積虧損接近7億日元:32。1976年度，這一數字超過10億日元，超過資本金:40。千葉電視台因此在1977年制定了重建5年計劃:42。憑藉體育節目的高收視，千葉電視台在1977年度實現1,300萬日元的盈利，營業額也達到11.4億日元:46。1978年5月20日，千葉電視台轉播了成田機場的啟用典禮:46。同年隨著千葉電視台新設9各轉播站，千葉縣內98%的地區都可以收看千葉電視台的節目:46-47。1980年，千葉電視台和關東地方的另外三家獨立UHF電視台（群馬電視台、神奈川電視台、埼玉電視台）共組「Net4」，進行節目交換:50。在開播10週年之際的1981年度，千葉電視台的營業額超過16.8億日元，實現重建5年計劃的目標:54。1984年度，千葉電視台的營業額首次超過20億日元:61。
1989年，千葉電視台實現清零累積債務，並在同年實施了3%的股票分紅:72。1990年度，千葉電視台的營業額達37.46億日元，並實現3.15億日元的盈利:76。2006年4月1日，千葉電視台開始播出數位電視訊號，並在2011年7月24日停止播出類比電視訊號。現在以千葉縣為中心，包括東京都、埼玉縣、神奈川縣、茨城縣的部分地區均可收看到千葉電視台的數位電視訊號，其覆蓋範圍達791萬戶家庭。

## 節目
在開播之初，千葉電視台就在週一至週六自製帶狀資訊節目《主婦攝影棚》（奥さんお茶の間スタジオ），還自製了《兒童音樂會》等節目。黃金時段播出的節目則是以職棒轉播和電影為主:22。1972年，千葉電視台開始在週一至週五19時播出帶狀資訊節目《The Living千葉》（ザ・リビングちば），替代職棒轉播:26。1974年，該節目被《公開攝影棚pm8》（オープンスタジオpm8）取代:34-35。1982年，千葉電視台開始播出《卡拉OK大賞》節目，在本地民眾中獲得熱烈反響:56。《卡拉OK大賞》是現在仍在播出的長壽節目，在千葉縣民中仍然維持很高人氣。千葉電視台製作的《白黑UNJASH》是在每週二深夜播出的UNJASH冠名節目，銷往多個獨立台播出。每週五晚間播出的《KNIGHTS的大熱商品會議室》則是漫才組合KNIGHTS的冠名節目，自2011年開始播出。
千葉電視台在開播時於每日22時播出《新聞解說》節目，是當時民營電視台少有的新聞解說節目:22。1976年，千葉電視台利用白天的休播時間播出和放送批評懇談會合作製作的《特別星期五46》（スペシャルフライデー46）節目，討論廣播電視業界的敏感話題。該節目時長達5小時，共製作了24集:36-37。1976年，千葉電視台在開播5週年之際在亞東關係協會的協助下前往台灣採訪，並製作播出紀念節目《沒有邦交的友邦》。該節目是千葉電視台第一次海外取材，並成功銷往其他獨立台播出:39-40。翌年千葉電視台再次赴台灣取材，播出了《戰後30年的台灣和日本》節目:45。1979年，千葉電視台製作的海外取材節目《菲律賓之旅》銷往10家電視台播出:48。
千葉電視台在1998年至2011年播出的《朝maru JUST》是曾經在南關東其他獨立台聯播的帶狀資訊節目。現在千葉電視台在晨間播出的帶狀資訊節目則是《早晨圓規》，自2021年開始播出。該節目的播出時間是週一至週五6:45至8:00，其中7:30至8:00的部分在神奈川電視台和埼玉電視台聯播。而千葉電視台在平日傍晚和夜間播出的帶狀千葉縣地方新聞節目則是《NEWS千葉》。
千葉電視台在開播當年轉播了全國高等學校棒球錦標賽千葉縣預選賽的全部比賽，是日本民營電視史上首次有電視台轉播全部縣內預選賽:23。1972年慕尼黑奧運會時。關東的三家獨立UHF電視台曾共同轉播賽事，其中千葉電視台在轉播工作中擔任核心角色:28。1973年，千葉電視台全面轉播了在千葉縣舉辦的第28屆國民體育大會:29-30。1974年和1975年，千葉縣的高中連續兩年獲得全國高等學校棒球錦標賽冠軍，千葉電視台亦對這兩年的全國高等學校棒球錦標賽和冠軍學校的凱旋巡遊進行轉播:34-36。1976年開始，千葉電視台和日本電視台合作，開始對日本電視台因時間限制未能完全轉播的讀賣巨人職棒比賽進行接力轉播:38。同年開始至1988年，千葉電視台連續13年轉播日本職業棒球選秀會議:38-40。1977年開始，千葉電視台憑藉職棒等體育賽事轉播獲得高收視，體育賽事轉播亦因此成為千葉電視台的晚間主要節目之一:42。1978年，千葉電視台轉播了127場職棒比賽:46。現在千葉電視台的日本職棒轉播以千葉羅德海洋在主場球場千葉海洋球場的比賽為主。

## 外部連結
- 千葉電視台（页面存档备份，存于）（日語）
- 千葉電視台Media Net （页面存档备份，存于）（集團企業）
- 千葉電視台的X（前Twitter）
- YouTube上的千葉電視台頻道
- 千葉電視台主播的Instagram帳戶